# Saint-Martin-de-Bienfaite-la-Cressonnière
Saint-Martin-de-Bienfaite-la-Cressonnière és un municipi francès situat al departament de Calvados i a la regió de Normandia. L'any 2007 tenia 479 habitants.

## Demografia

### Població
El 2007 la població de fet de Saint-Martin-de-Bienfaite-la-Cressonnière era de 479 persones. Hi havia 188 famílies de les quals 48 eren unipersonals (28 homes vivint sols i 20 dones vivint soles), 48 parelles sense fills, 80 parelles amb fills i 12 famílies monoparentals amb fills.
La població ha evolucionat segons el següent gràfic:
Habitants censats

### Habitatges
El 2007 hi havia 241 habitatges, 189 eren l'habitatge principal de la família, 33 eren segones residències i 19 estaven desocupats. Tots els 241 habitatges eren cases. Dels 189 habitatges principals, 142 estaven ocupats pels seus propietaris i 47 estaven llogats i ocupats pels llogaters; 1 tenia una cambra, 9 en tenien dues, 27 en tenien tres, 59 en tenien quatre i 93 en tenien cinc o més. 144 habitatges disposaven pel capbaix d'una plaça de pàrquing. A 92 habitatges hi havia un automòbil i a 74 n'hi havia dos o més.

### Piràmide de població
La piràmide de població per edats i sexe el 2009 era:
| Homes | Edats   | Dones |
| ----- | ------- | ----- |
| 0     | 95 o +  | 0     |
| 8     | 90 a 94 | 0     |
| 0     | 85 a 89 | 0     |
| 0     | 80 a 84 | 8     |
| 0     | 75 a 79 | 0     |
| 16    | 70 a 74 | 8     |
| 16    | 65 a 69 | 4     |
| 24    | 60 a 64 | 28    |
| 8     | 55 a 59 | 12    |
| 4     | 50 a 54 | 12    |
| 24    | 45 a 49 | 16    |
| 24    | 40 a 44 | 12    |
| 24    | 35 a 39 | 16    |
| 16    | 30 a 34 | 16    |
| 4     | 25 a 29 | 12    |
| 0     | 20 a 24 | 8     |
| 28    | 15 a 19 | 12    |
| 28    | 10 a 14 | 20    |
| 12    | 5 a 9   | 24    |
| 12    | 0 a 4   | 8     |

## Economia
El 2007 la població en edat de treballar era de 305 persones, 196 eren actives i 109 eren inactives. De les 196 persones actives 176 estaven ocupades (100 homes i 76 dones) i 20 estaven aturades (10 homes i 10 dones). De les 109 persones inactives 52 estaven jubilades, 24 estaven estudiant i 33 estaven classificades com a «altres inactius».

### Ingressos
El 2009 a Saint-Martin-de-Bienfaite-la-Cressonnière hi havia 196 unitats fiscals que integraven 545,5 persones, la mediana anual d'ingressos fiscals per persona era de 15.487 €.

### Activitats econòmiques
Dels 16 establiments que hi havia el 2007, 2 eren d'empreses alimentàries, 2 d'empreses de fabricació d'altres productes industrials, 4 d'empreses de construcció, 5 d'empreses de comerç i reparació d'automòbils, 1 d'una empresa immobiliària, 1 d'una empresa de serveis i 1 d'una entitat de l'administració pública.
Dels 5 establiments de servei als particulars que hi havia el 2009, 1 era un taller de reparació d'automòbils i de material agrícola, 1 lampisteria i 3 electricistes.
L'únic establiment comercial que hi havia el 2009 era una carnisseria.
L'any 2000 a Saint-Martin-de-Bienfaite-la-Cressonnière hi havia 17 explotacions agrícoles que ocupaven un total de 371 hectàrees.

## Equipaments sanitaris i escolars
El 2009 hi havia una escola elemental.

## Poblacions més properes
El següent diagrama mostra les poblacions més properes.